# Álvaro Lopes Machado
Álvaro Lopes Machado (Areia, 5 de março de 1857 — Rio de Janeiro, 30 de janeiro de 1912) foi governador do estado da Paraíba de 1892 a 1896 e de 1904 a 1908, durante a República Velha (ou Primeira República). Em ambos os mandatos renunciou para assumir o cargo de senador da república (1897 a 1906). Também conhecido como república oligárquica, a República Velha foi um período caracterizado pela concentração de poder nas mãos de elites de cada estado. E Álvaro Machado ficou célebre por encabeçar a oligarquia paraibana durante os primeiros anos da República do Brasil. Este fenômeno ficou conhecido como alvarismo.

## Biografia
Álvaro Machado nasceu em Areia, na então Província da Paraíba, filho de João Lopes Machado e de Avelina Amália da Fonseca (Milanez). Por parte de mãe, era sobrinho do político Abdon Milanez. Já pelo lado paterno, era sobrinho de Maximiano Lopes Machado. Seu irmão João Lopes Machado foi presidente (governador) da Paraíba entre 1908 e 1912.
Entrou no Exército em janeiro de 1876 e, três anos mais tarde, tomou a patente de alferes. Em julho de 1880, foi promovido a segundo-tenente e, um ano depois, primeiro-tenente. Em 1887, foi promovido a capitão, com cuja patente formou-se em ciências físicas e matemáticas pela Escola Militar, em 1888. Já no regime republicano, foi elevado a major graduado, em outubro de 1890 e a major efetivo em março de 1891.
Foi neste ano que se deu o início de sua carreira política, após a renúncia do marechal Deodoro da Fonseca à presidência da República. O sucessor, marechal Floriano Peixoto, destituiu todos os presidentes estaduais que apoiavam Deodoro. Entre eles, o da Paraíba, Venâncio Neiva, que deixou o governo em 27 de novembro de 1891. Depois de um curto período em que o estado foi governado por uma junta formada por Cláudio do Amaral Savaget, Eugênio Toscano de Brito e Joaquim Ferreira de Carvalho, Álvaro Machado assumiu o governo em 18 de fevereiro de 1892. Sua nomeação ao cargo deve-se a João Coelho Gonçalves Lisboa, conhecido republicano e florianista.
Empossado, Machado fundou o Partido Republicano da Paraíba, revogou a constituição estadual promulgada na gestão anterior, reorganizou a Assembleia Legislativa estadual e aprovou uma nova constituição. Desta forma, deu-se início o seu domínio no cenário político paraibano, domínio este que duraria por vinte anos, findando-se com sua morte prematura. A nova Assembleia Legislativa que formou confirmou legitimou seu governo.
Ainda durante seu governo, Álvaro Machado reformou o Liceu Paraibano, fez investimentos nos sistemas rodoviários e ferroviários e criou a imprensa oficial do estado. Com o objetivo de agregar mais influência, em 17 de maio de 1896, renunciou ao governo para concorrer a uma vaga no Senado Federal, deixando em seu lugar seu fiel aliado, o vice-presidente padre Valfredo Leal. Este, por sua vez, foi substituído por Antônio Alfredo da Gama e Melo em 22 de outubro. Machado foi eleito ao Senado, ali permanecendo até 1904, quando renunciou ao mandato para concorrer à presidência estadual. Nesse ínterim, foi promovido a tenente-coronel, em 14 de dezembro de 1900.
Retomou a gerência da Paraíba em 22 de outubro de 1904, sucedendo a José Peregrino de Araújo, novamente tendo o padre Valfredo Leal como vice. Logo no ano seguinte, porém, largou a presidência estadual para concorrer ao Senado, deixando Leal para finalizar o mandato. Tomou posse novamente no Senado em 1906. Em 5 de agosto de 1908, foi promovido a coronel e reformou-se como general-de-brigada pouco tempo depois.
O alvarismo chegou ao fim com a morte prematura do senador, aos 54 anos de idade, no início do ano de 1912. Seu corpo foi sepultado no Cemitério de São João Batista, na então capital federal.
Foi casado com Amanda Brancante Machado, filha do médico baiano Manuel Alves da Costa Brancante e de Francisca Daltro Brancante, deixando descendência. Um de seus filhos, Onaldo Brancante Machado, foi ministro da Fazenda no governo de Eurico Gaspar Dutra. Seu desaparecimento possibilitou o surgimento de uma nova oligarquia na Paraíba, encabeçada pela família Pessoa, mais especificamente, Epitácio Pessoa.